# IF Heimer
IF Heimer war ein schwedischer Fußballverein aus Lidköping. Die Mannschaft spielte in den Anfangsjahren des schwedischen Ligafußballs zeitweilig in der zweithöchsten schwedischen Spielklasse.

## Geschichte
IF Heimer gründete sich am 1. Oktober 1906 und nahm zwei Monate später den heutigen Namen an. Zunächst trat die Mannschaft im regionalen Fußball an und erreichte 1916 das Endspiel um die Distriktmeisterschaft gegen IF Elfsborg. Vier Jahre später triumphierte der Klub erstmals in diesem Wettbewerb, ehe zwei Jahre später der Erfolg wiederholt wurde.
Dennoch verpasste IF Heimer 1924 die Qualifikation für die Allsvenskan und wurde der seinerzeit noch inoffiziellen zweiten Liga zugeteilt. Bereits im Vorjahr hatte mit Anders Rydén der erste Spieler des Klubs das Jersey der schwedischen Nationalmannschaft getragen. Vier Jahre spielte die Mannschaft in der zweithöchsten Spielklasse, das beste Ergebnis war der sechste Rang in der Staffel Västsvenska im Auftaktjahr. Nach dem Abstieg 1928 wurde der Klub in die Viertklassigkeit durchgereicht, aus der er 1940 wieder aufstieg. Auf Anhieb belegte die Mannschaft den ersten Rang ihrer Drittligastaffel, in der Aufstiegsrunde verpasste sie gegen Skogens IF die Rückkehr in die zweite Liga. Zwei Jahre später wiederholte sie den Staffelsieg, dieses Mal setzte sich der Krokslätts FF durch. Anschließend hielt sich der Klub im mittleren Tabellenbereich, im Zuge einer Ligareform 1947 wurde er jedoch in die vierte Liga zurückgestuft.
1957 meldete sich IF Heimer in der Drittklassigkeit zurück und wusste erneut als Aufsteiger mit einem dritten Tabellenplatz zu überraschen. Der Aufenthalt währte bis zum erneuten Abstieg 1961, 1964 kehrte der Verein jedoch erneut zurück. Nach dem direkten Wiederabstieg dominierte der Klub seine Viertligastaffel und etablierte sich anschließend in der dritten Liga. 1968 mit acht Punkten Rückstand auf Kinna IF Tabellendritter belegte die Mannschaft in der Folge Plätze im mittleren Tabellenbereich. Nach dem erneuten Abstieg 1974 folgte der sofortige Wiederaufstieg. 1978 machte die Mannschaft überregional Schlagzeilen, als sie ins Halbfinale des Landespokals einzog, dort scheiterte sie jedoch an Malmö FF. Auch in der Liga setzte sie sich im vorderen Tabellendrittel fest und gewann 1982 ihre Drittligastaffel. In den Aufstiegsspielen setzte sie sich zunächst gegen IK Sleipner durch, mit zwei 0:1-Niederlagen scheiterte sie anschließend an Karlslunds IF. Vier Jahre später war der Klub erneut Opfer einer Ligareform und stieg in die vierte Liga ab.
Aufgrund der schlechteren Tordifferenz gegenüber Tidaholms GoIF verpasste IF Heimer den direkten Wiederaufstieg. Anschließend stand die Mannschaft weitestgehend in der Spitzengruppe ihrer Viertligastaffel, erst 1993 gelang der erneute Aufstieg. In der dritten Liga spielte der Klub meistens gegen den Abstieg. Rettete sich die Mannschaft 2001 noch in den Relegationsspielen, belegte sie im folgenden Jahr einen Abstiegsplatz. Zwar stieg sie zwei Jahre später wieder auf, erneut Opfer einer Ligareform währte der Drittligaaufenthalt nur eine Spielzeit. Zwei Jahre später wurde die Mannschaft in die fünfte Liga durchgereicht, wo sie sich anschließend hielt.
2012 fusionierte Heimer mit Lidköpings IF zum Lidköpings FK. 